# Batteria San Martino
La Batteria San Martino fu progettata nel 1889 nel piazzale antistante l'omonimo forte, situato a circa 88 metri s.l.m. in cima ad un piccolo rilievo nel quartiere di Albaro nel levante della città di Genova.

## Struttura e storia
L'accesso era consentito direttamente dalla galleria di controscarpa del forte, che consentiva l'accesso direttamente dai vani di servizio, oppure da un piazzale esterno al forte, ancora esistente, ma inglobato in alcune strutture di un'autocarrozzeria che non permettono il transito.

La batteria era circondata da dei veri e propri spalti, ai lati una muratura di contenimento circondava l'opera, e all'entrata un cancello decorato con dei pilastri, con agli apici delle palle di cannone (decorazione tipica della casata dei Savoia), era il nodo di una bassa cinta di mura che delimitava la batteria.

Accedendo al cortile dell'opera, sulla sinistra si poteva trovare il locale del corpo di guardia, mentre sul selciato del piazzale si notavano i binari, che tramite vagoncini spinti a mano, permettevano il trasporto delle munizioni ai locali sotto la linea del fuoco; sempre nel piazzale, una rampa in salita conduceva al terrapieno della linea del fuoco, linea che veniva rifornita di proiettili grazie a dei carrelli elevatori appositi che salivano dai locali sottostanti.
Sul terrapieno era posizionata l'artiglieria pesante, rappresentata da 4 obici da 24 GRC Ret, puntati verso lo specchio d'acqua di levante, e l'imboccatura del porto, e da due telemetri per calcolare la distanza dell'eventuale bersaglio. Nei locali sottostanti la batteria, sono ancora presenti le targhette a testimonianza degli utilizzi dei vani, si può ancora leggere "camera elevatori", "riservetta proiettili", "locale confezionamento cariche" e si possono ancora trovare tracce dei binari che le rifornivano.
I locali e in generale l'interno della batteria non sono visitabili, in quanto inglobati in costruzioni recenti e inutilizzati.